# انتصار المحور الافتراضي في الحرب العالمية الثانية

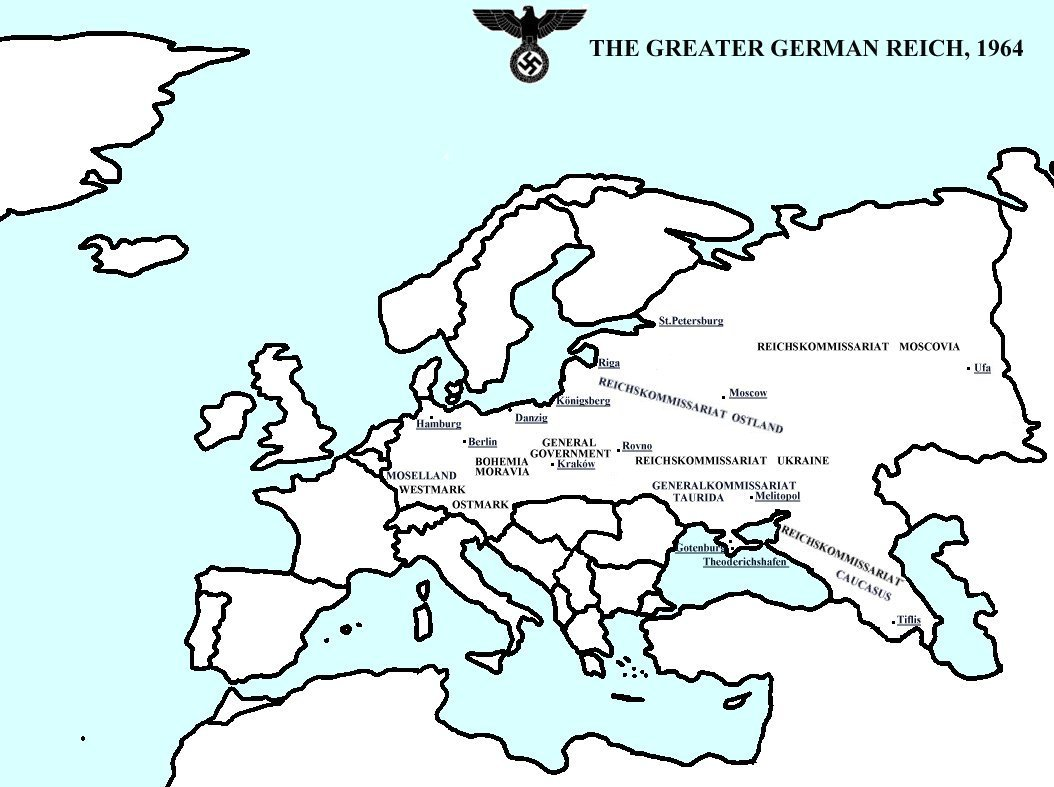
خريطة لأوروبا تفصل عن الرايخ الألماني المنتصر في عام 1964 كما هو موضح في رواية روبرت هاريس لعام 1992 بعنوان " أرض الوطن". على الرغم من أنها خيالية، كانت العديد من المناطق اسمه حقيقية أو التخطيط لأجزاء من النازية مجال حيوي الجهد.

أصبح انتصار المحور الافتراضي في الحرب العالمية الثانية مفهومًا مشتركًا للتاريخ البديل والتاريخ المضاد. تعبر مثل هذه الكتابات عن أفكار حول شكل العالم لو كانت قوى المحور المكونة من ألمانيا وإيطاليا واليابان قد فازت في الحرب العالمية الثانية. توجد العديد من الأمثلة بعدة لغات في جميع أنحاء العالم.
مصطلح باكس الجرماني، كلمة لاتينية ل«السلام الألماني»، وأحيانا لهذه الفترة نظريا،  قياسا إلى فترات السلام الإقليمي. في بعض الحالات، يتم استخدام هذا المصطلح لتحقيق نصر افتراضي للقيصرية الألمانية في الحرب العالمية الأولى أيضًا، وله سابقة تاريخية في النصوص اللاتينية التي تشير إلى سلام ويستفاليا.
بدأ موضوع تفوق المحور كدراما خيالية في العالم الناطق باللغة الإنجليزية قبل بداية الحرب العالمية الثانية، مع كاثرين بورديكين في رواية ليلة الصليب المعقوف التي صدرت عام 1937. تشمل الصور الخيالية الشعبية اللاحقة لانتصار القوى المحورية: الرجل في القلعة العالية لفيليب ك. ديك (1962)، أس أس-جي بي للين ديتون (1978)، فاذرلاند لروبرت هاريس (1992).

## تصور نصر المحور الخيالي

### المواضيع الرئيسية
من حيث النبرة، عادة ما يخلق مفهوم النصر خلفية من الكآبة المحزنة، حيث يرى المشاهدون قطع الأرض تتكشف في جو مظلم ومجهد. من أمثلة الكتاب الذين يستخدمون هذا الجهاز فيليب ك. ديك وستيفن فراي وروبرت هاريس وفيليب روث وغيرهم.

### التصور في وقت لاحق
تشمل التصورات الإضافية البارزة لانتصار المحور ما يلي:

#### المؤلفات
- صوت قرنه من قبل ساربان (1952)
- ليفينج سبيس ( إسحق عظيموف) (1956)
- الوقت الكبير لفريتز ليبر (1957)

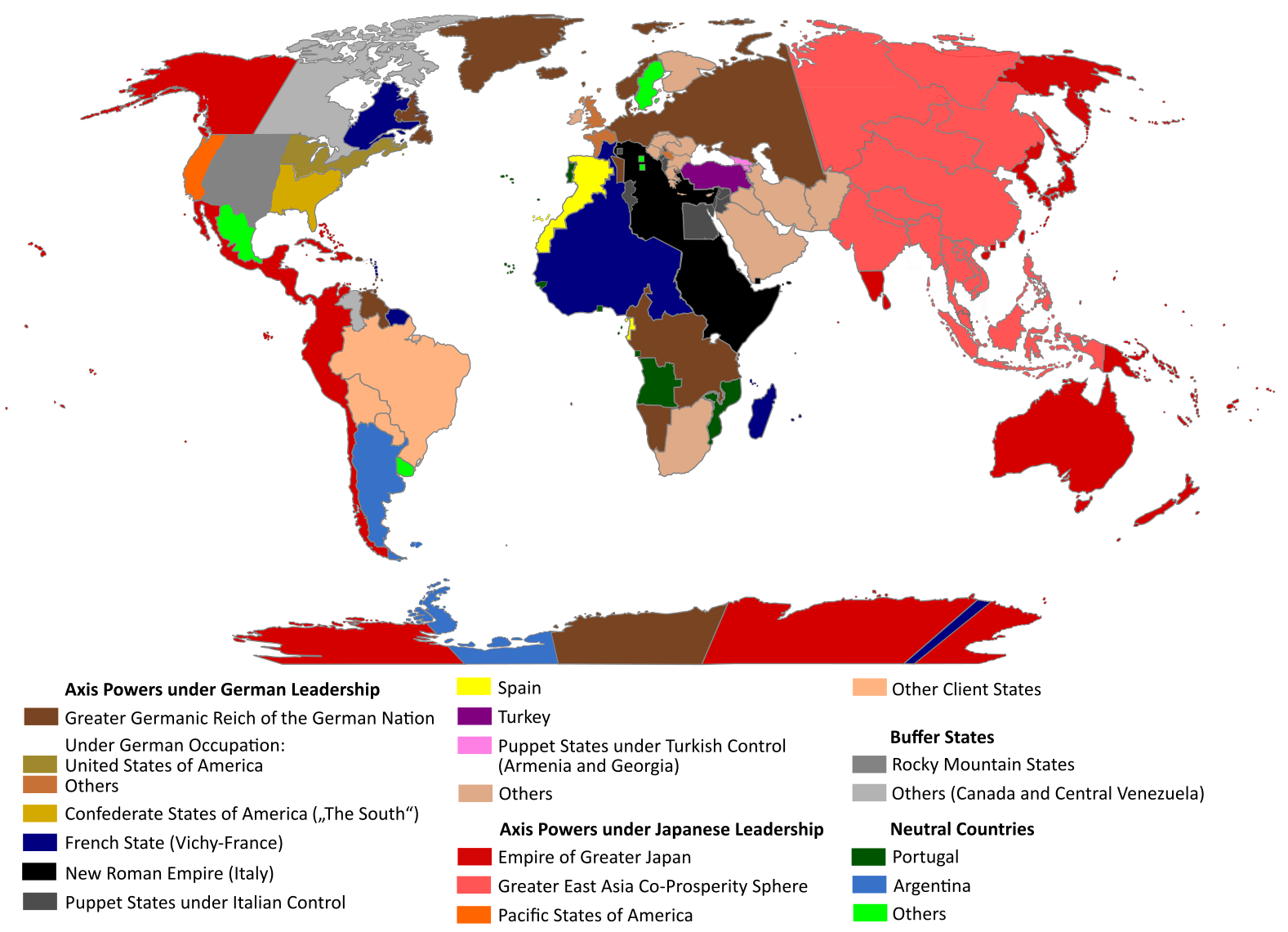
العالم تحت سيادة المحور المنتصر في رواية فيليب ك. ديك لعام 1962 «الرجل في القلعة العالية»

- الرجل في القلعة العالية لـ فيليب ك. ديك (1962)
- The Iron Dream by Norman Spinrad (1972) يصور قصة خيال علمي / خيال علمي عن النصر النازي
- الحل النهائي من إريك نوردن (1973)
- أس أس-جي بي بلين ديتون (1978)
- The Divide by William Overgard (1980)
- جنود بوش لجون هوكر (1984)
- The Proteus Operation by James P. Hogan (1985)
- ثور يلتقي نقيب أمريكا لديفيد برين (1986)
- Budspy بواسطة David Dvorkin (1987)
- The Last Article by Harry Turtledove (1988)
- Clash of Eagles by Leo Rutman (1990)
- Timewyrm: Exodus (Doctor Who novel) لـ Terrance Dicks (1991)
- وجميع رجال الملك، بقلم جوردون ستيفنز (1991)
- الوطن، روبرت هاريس (1992)
- No Retreat by John Bowen (1994)
- '48 لجيمس هربرت (1996)
- Attentatet i Pålsjö skog بواسطة Hans Alfredson (1996)
- صنع التاريخ لستيفن فراي (1996)
- سفينة الفضاء باتون لجون بارنز (جزء من سلسلة Timeline Wars (1997)
- Against the Day by Michael Cronin (1999)
- After Dachau by Daniel Quinn (2001)
- متعاون من قبل موراي ديفيز (2003)
- في وجود أعداء الألغام لهاري Turtledove (2003، أول 21 صفحة كانت في الأصل قصة قصيرة نشرت في عام 1992)
- موبيوس ديك بقلم أندرو كرومي (2004)
- The Plot Against America by Philip Roth (2004)
- أمراء الحرب من يوتوبيا من قبل لانس باركين (2004)
- ربع البنس، Ha'penny، ونصف ولي العهد، سلسلة من جو والتون (2006-2008)
- المقاومة من قبل أوين شيرز (2007)
- القائد الفاتح لجون مادوكس روبرتس (2011)
- دومينيون by CJ Sansom (2012)
- A Kill in the Morning لـ Graeme Shimmin (2014)
- خطة مدغشقر التي كتبها غي سافيل (2015)

تتم كتابة سيناريوهات معاكسة للواقع أيضًا كشكل من أشكال الورق الأكاديمي بدلاً من بالضرورة كخيال و/ أو خيال جديد.
- ماذا لو ؟: يتخيل المؤرخون العسكريون الأوائل في العالم ما قد يكون يحتوي على «كيف استطاع هتلر أن يفوز في الحرب» لجون كيجان.
- التاريخ الافتراضي: البدائل والبيانات المضادة، الذي حرره نيال فيرجسون، يحتوي على «إنجلترا هتلر: ماذا لو غزت ألمانيا بريطانيا في مايو 1940؟» بقلـم أندرو روبرتس ونيال فيرجسون، بالإضافة إلى «أوروبا النازية: ماذا لو هزمت ألمانيا النازية الاتحاد السوفيتي؟» مايكل بورليه.

#### فيلم
- حدث هنا (1966)، فيلم بريطاني من إخراج كيفن براونلو.[5]
- تجربة فيلادلفيا الثانية (1993)
- الوطن (1994)، استنادا إلى رواية 1992.
- Jackboots on Whitehall (2010)
- المقاومة (2011)

#### التلفاز
- الرجل الآخر (1964)

الولايات المتحدة كما هو موضح في المسلسل التلفزيوني الرجل في القلعة العالية. على الرغم من أن دنفر هي عاصمة المنطقة المحايدة، إلا أن مدينة كانون تعد مكانًا رئيسيًا. يمتد الرايخ الألماني أيضًا إلى أوروبا وإفريقيا، وتضم إمبراطورية اليابان آسيا، وهناك منطقة عازلة أخرى موجودة في جبال الأورال، ولكن معظم المسلسلات كانت موجودة في الولايات المتحدة السابقة وألمانيا.

- دكتور هو: «جحيم» (1970) [بحاجة لمصدر] [ بحاجة لمصدر ]

- قلعة الإنجليز (1978)
- ستار تريك: السلسلة الأصلية : «المدينة على حافة الأبد» (1967)
- فرقة العدالة: «الوقت الوحشي» (2002)
- ستار تريك إنتربرايز : " Zero Hour " / " Storm Front " (2004)
- غير الأسوياء : الموسم 3، الحلقة 4 (2011)
- الرجل في القلعة العالية (2015–2019)، سلسلة استوديوهات أمازون المبنية على رواية 1962.
- SS-GB (2017)، مسلسلات بي بي سي تستند إلى رواية 1978.
- Crisis on Earth-X (2017)، حلقة متقاطعة من أربعة أجزاء من متقاطعةسوبرغيرل والسهم والبرق وأساطير الغد.
- المؤامرة ضد أمريكا (2020)

#### العاب إلكترونية
- صاروخ الحارس (كقصة خلفية / حقيقة بديلة) من قبل Cinemaware (1988)
- نقطة تحول: سقوط الحرية من Spark Unlimited (2008)
- Battlestations: Pacific by Eidos Interactive (2009)
- ولفنشتاين: النظام الجديد بواسطة ماشين غيمز (2014)
- ولفينشتاين 2: ذا نيو كلوسيس بواسطة ماشين غيمز (2017)
- ولفينشتاين: يانغ بلود بواسطة ماشين غيمز (2019)

## دراسات ثقافية
بدأ الأكاديميون، مثل Gavriel David Rosenfeld من كتاب عالم هتلر لم يسبق له مثيل: تاريخ بديل وذاكرة النازية (2005)، في البحث عن هذا النوع الفرعي وآثاره المختلفة كموضوع للبحث الأكاديمي الشامل. [بحاجة لمصدر]